# Georg Dascher
Georg Dascher   (Darmstadt, 27 de juny de 1911 - 25 de novembre de 1944) fou un jugador d'handbol alemany que va competir durant la dècada de 1930.
El 1936 va prendre part en els Jocs Olímpics de Berlín, on guanyà la medalla d'or en la competició d'handbol.
Durant la Segona Guerra Mundial va servir com a tinent a la Wehrmacht i morí al Front Occidental. Fou enterrat al Cementiri Alemany de Lommel, Bèlgica.